# 锡格蒙茨黑尔贝格
锡格蒙茨黑尔贝格是奥地利下奥地利州霍恩县的一个市镇。总面积47.95平方公里，总人口1783人，人口密度37.2人/平方公里（2005年）。